# Rolf Björklund
Rolf Björklund (2 ottobre 1938) è un ex calciatore svedese, di ruolo difensore.

## Carriera

### Club
Bandiera del Malmö FF, centra il double nel 1967. Si ritira nel 1970, dopo un decennio nelle file della società bianco azzurra.

### Nazionale
Debutta il 31 ottobre 1965 contro la Norvegia (0-0).

## Palmarès

### Club

#### Competizioni nazionali
- Campionato svedese: 3

Malmö: 1965, 1967, 1970
- Coppa di Svezia: 1

Malmö: 1967